# Igreja Matriz de Nossa Senhora da Purificação (Prado)
A Igreja Matriz de Nossa Senhora da Purificação é um templo religioso católico localizado no município brasileiro de Prado, no estado da Bahia. O início da construção da edificação atual data de 1853, porém o templo original que existia no mesmo local remonta ao século XVIII.
O templo é composto por uma nave, capela-mor, duas sacristias e torre com topo piramidal e sineira única. Em frente à igreja há uma estátua de Cristo. Encontra-se na Praça da Matriz, no Centro de Prado, e corresponde a um dos principais marcos atrativos da cidade.

## História
A antiga igreja existente no local possuía estrutura em taipa e fora construída em 1764, após pedido do ouvidor da Capitania de Porto Seguro, Couceiro de Abreu, ao Bispo do Rio de Janeiro, com a intenção de atrair moradores e fortalecer o catolicismo na região. A Paróquia Nossa Senhora da Purificação, por sua vez, representada pelo templo, é datada de 20 de outubro de 1775.
No século XIX, a igreja foi substituída pelo templo atual. Em 1853, foi iniciada a construção da nova igreja sob esforços dos próprios fiéis e no mesmo ano, José de Araújo Veiga doou verba para a construção do retábulo. Em 1876, a Câmara Municipal também se envolveu nas obras, atendendo a pedidos dos moradores.
Sua estrutura inclui barro e óleo de baleia, materiais típicos das construções locais da mesma época, e guarda resquícios do barroco da edificação original. Contudo, ainda não havia sido concluída segundo o jornal O Apostolo em 1888. Data de 2 de agosto de 1896 a emancipação de Prado, que tem Nossa Senhora da Purificação como padroeira municipal.

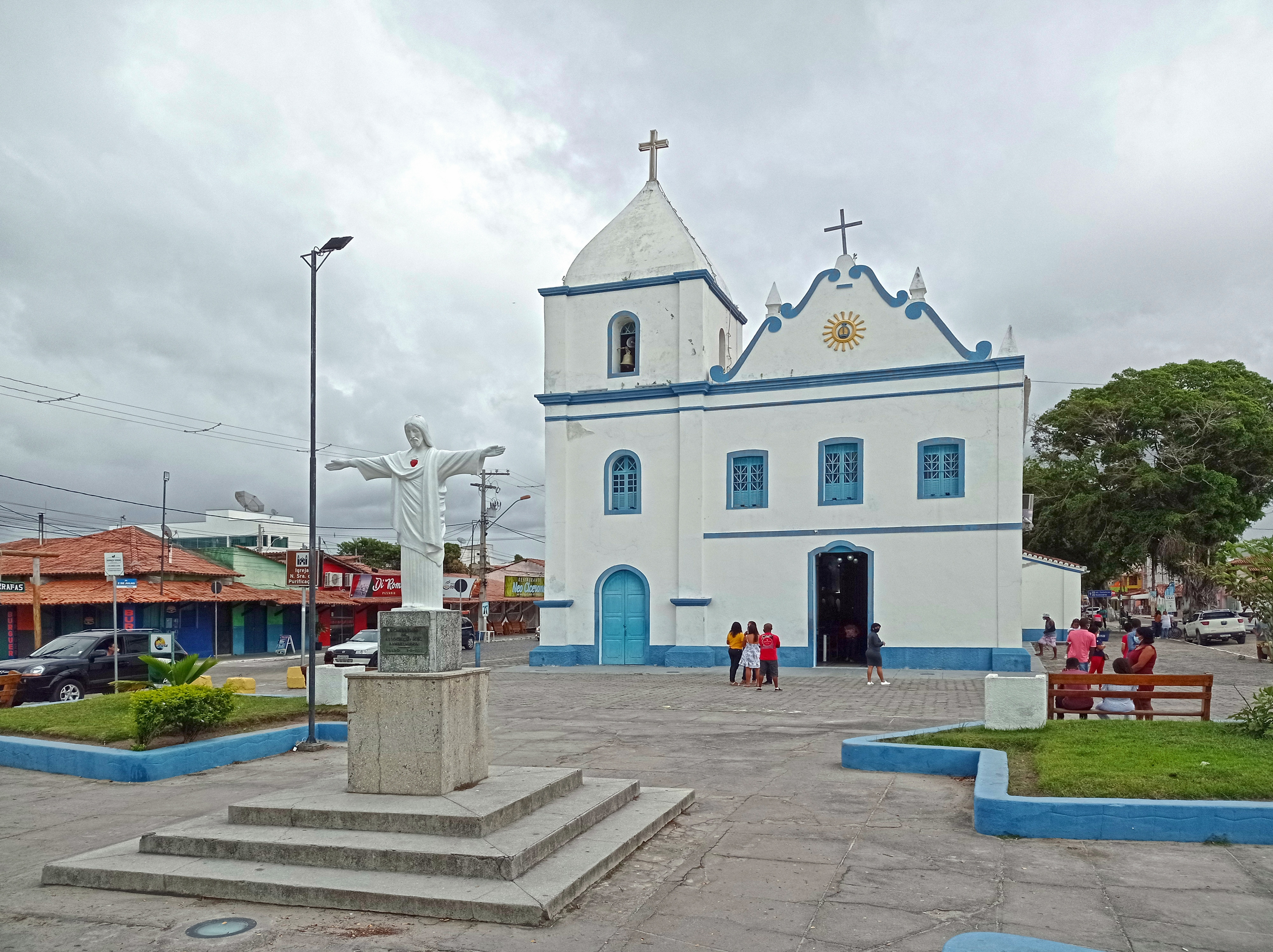
Praça da Matriz e Igreja Matriz de Nossa Senhora da Purificação
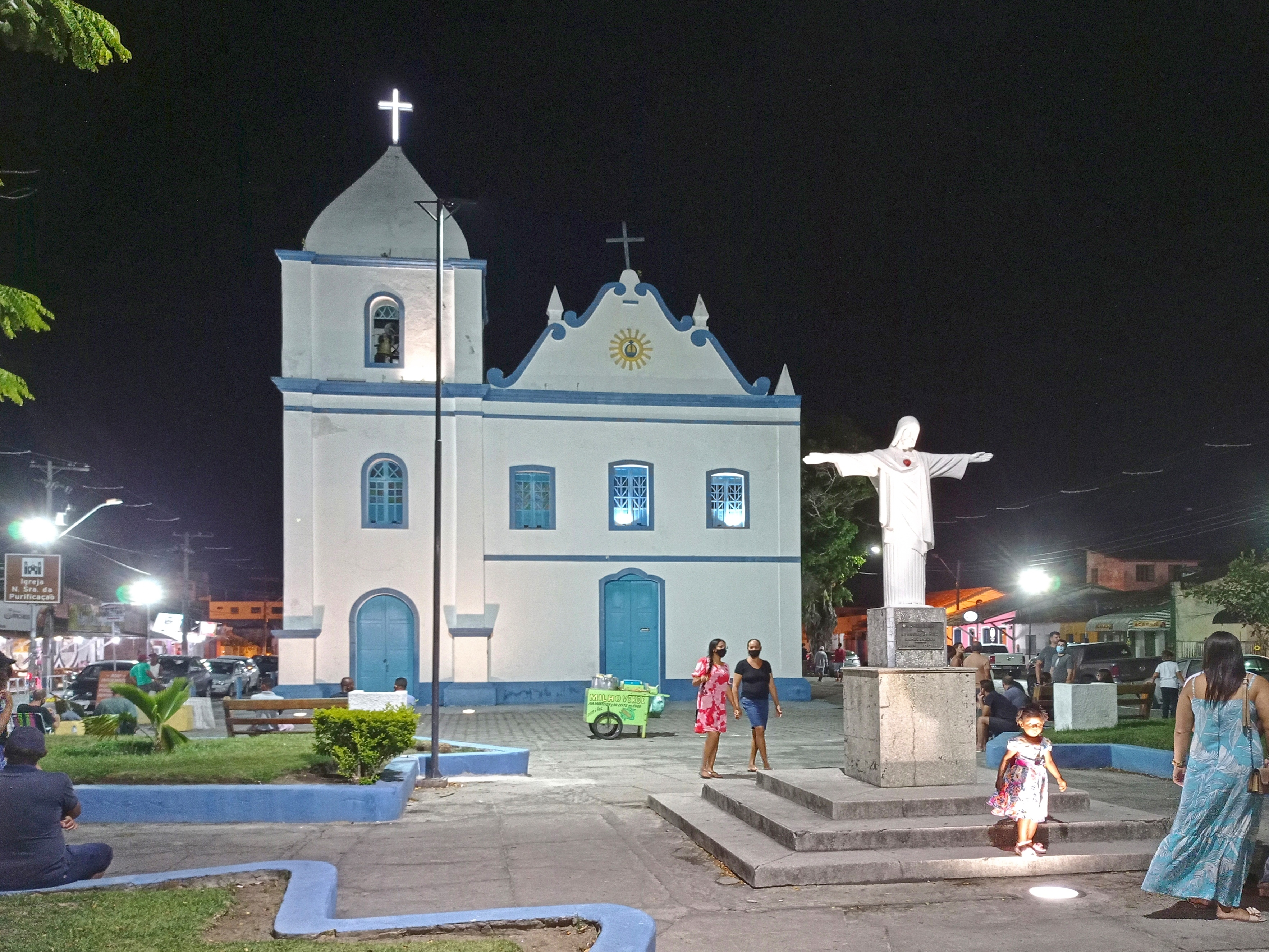
Vista noturna da Igreja Matriz
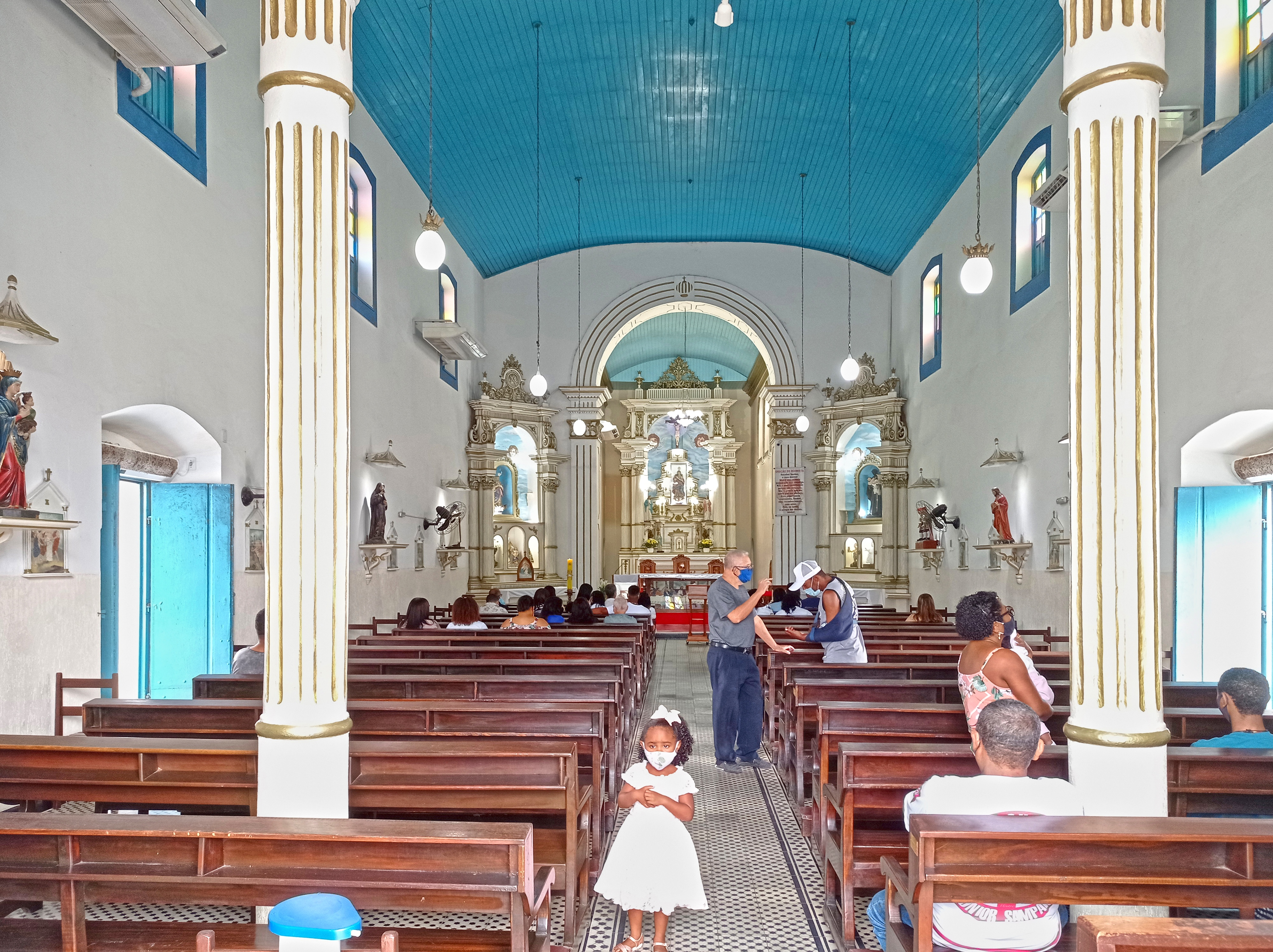
Interior da Igreja Matriz de Nossa Senhora da Purificação